# Saki West
Saki West è una delle trentatré aree a governo locale (local government areas) in cui è suddiviso lo stato di Oyo, nella Repubblica Federale della Nigeria.
Si estende su una superficie di 2.014 km² e conta una popolazione di 278.002  abitanti.